# Anthela achromata
Anthela achromata là một loài bướm đêm thuộc họ Anthelidae. Loài này có ở Úc.